# Mam Nay
Mam Nay, noto come "Chan" (Provincia di Kampong Thom, 1934), è un politico e criminale di guerra cambogiano, esponente dei Khmer rossi.

## Biografia
Conseguì la laurea nel 1956, ed ebbe come insegnante Son Sen, futuro leader del Partito. Negli anni sessanta Son Sen fu anche il suo direttore all'Institute de Pédagogie di Phnom Penh, dove Chan insegnò scienze naturali.
Cominciò la sua attività politica quando era ancora direttore del collegio di Balaing, scrivendo opuscoli che incitavano alla rivoluzione. All'epoca il suo vicedirettore era Kang Kek Iew, futuro aguzzino dei Khmer rossi conosciuto con il soprannome Deuch. Con quest'ultimo diresse alcune delle più famigerate carceri delle aree controllate dalla guerriglia.
Quando Pol Pot salì al potere nel 1975, Chan diresse, insieme a Deuch e a Pon, la prigione di Tuol Sleng, a Phnom Penh, quale crudele torturatore ed esperto di interrogatori.
Dopo la caduta del regime diresse, su ordine di Ny Korn, la prigione del "Fronte 250", riservata a miliziani Khmer rossi colpevoli di indisciplina e ai soldati vietnamiti fatti prigionieri.
Disertò nel 1996 insieme a Ieng Sary, e per alcuni anni visse nella stessa zona di quest'ultimo, coltivando cereali.
Nel 1999 il Far Eastern Economic Review sostenne che Chan fosse un poliziotto del Governo Regio nella regione di Pailin, provincia di Battambang, e che non fosse mai stato arrestato. Ma Chan si rese ben presto irreperibile, dal momento in cui fu catturato Deuch.
Nel 2002 viveva recluso nella zona occidentale del Paese.
In un'intervista a L'Express concessa nel 2002 ha dichiarato di non avere alcun rimorso per le sue efferate azioni.